# باويرزهان إسلام خان
باويرزهان إسلام خان (23 فبراير 1993 بطراز في كازاخستان - ) هو لاعب كرة قدم كازاخستاني في مركز الوسط يلعب في نادي أورداباسي. شارك مع منتخب كازاخستان تحت 19 سنة لكرة القدم ومنتخب كازاخستان تحت 21 سنة لكرة القدم ومنتخب كازاخستان لكرة القدم. أما مع النوادي، فقد لعب مع نادي أستانا ونادي كايرات ونادي كوبان كراسنودار ونادي طراز ونادي العين الإماراتي و نادي أورداباسي.

## وصلات خارجية
- باويرزهان إسلام خان على موقع الاتحاد الدولي (مؤرشف)  (الإنجليزية)
- باويرزهان إسلام خان على موقع الاتحاد الأوربي (الإنجليزية)
- باويرزهان إسلام خان على موقع قاعدة بيانات كرة القدم.إي يو (الإنجليزية)
- باويرزهان إسلام خان على موقع ناشيونال فوتبول تيمز (الإنجليزية)
- باويرزهان إسلام خان على موقع Soccerbase.com (لاعب) (الإنجليزية)
- باويرزهان إسلام خان على موقع Soccerway.com (الإنجليزية)
- باويرزهان إسلام خان على موقع عالم كرة القدم.نت (الإنجليزية)